# Lodovico Grignani
Lodovico Grignani (Roma, 13 luglio 1586 – Roma, 9 gennaio 1651) è stato un editore e tipografo italiano.

## Biografia

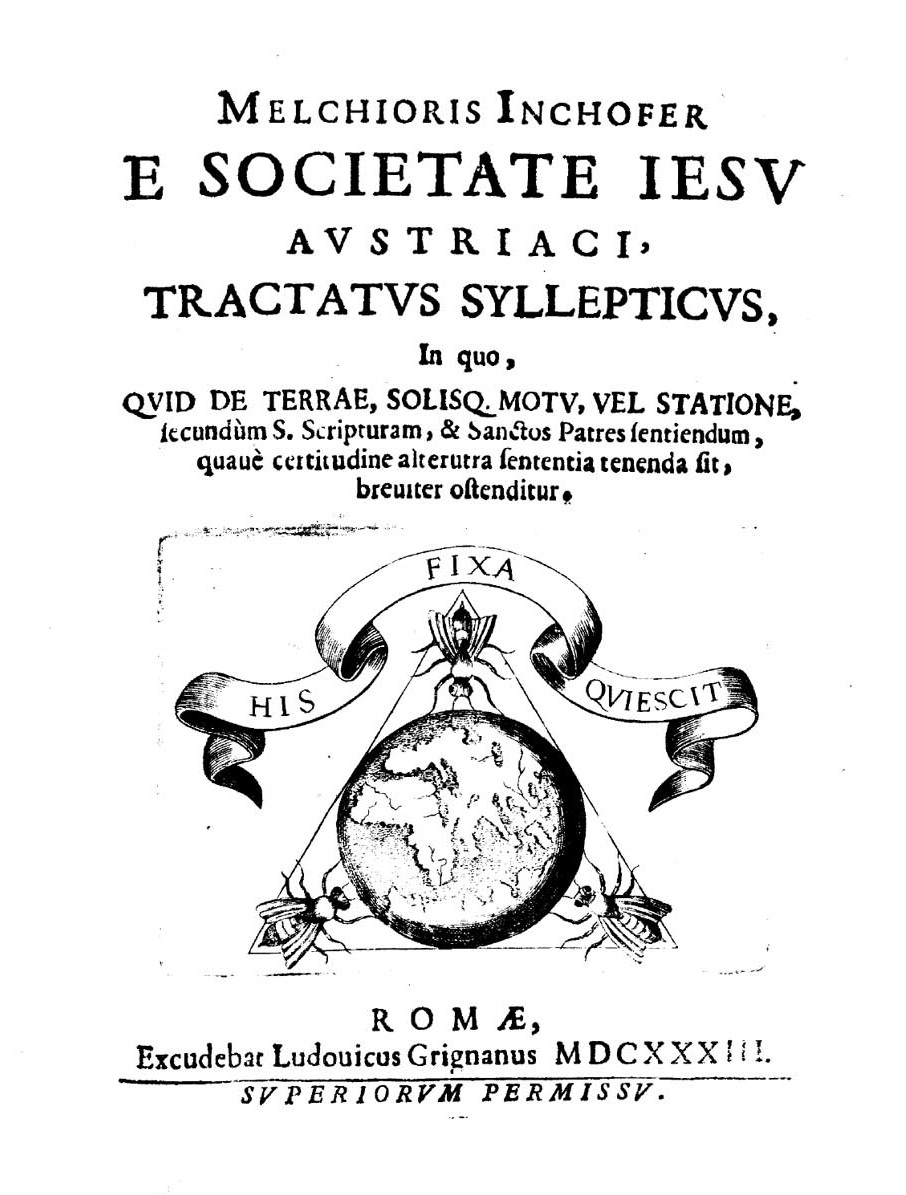
Frontespizio del Tractatus syllepticus di Melchior Inchofer, 1633

Lodovico Grignani, attivo dal 1609 al 1651 fu una figura di spicco nel panorama editoriale italiano del tempo, noto per il suo contributo alla letteratura e alla cultura. Fondatore di una casa editrice fu stampatore in Ronciglione, Velletri e Roma, ha dedicato la sua carriera principalmente alla pubblicazione di opere religiose di importanti autori gesuiti.
Dopo la sua morte, nel 1652 la tipografia venne acquisita da Ignazio Lazzari.